# Bechtolsheim

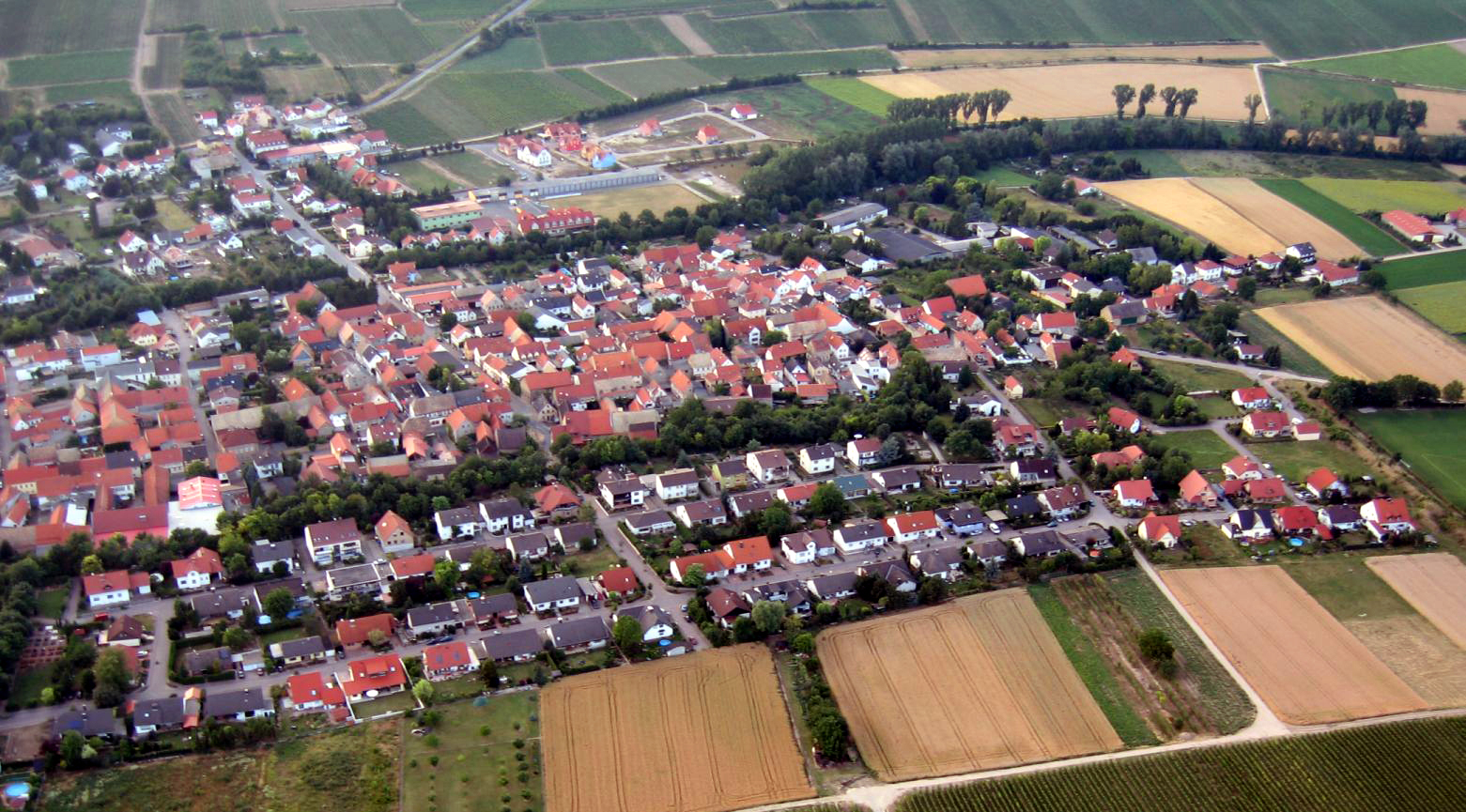
Luftbild von Bechtolsheim, aus einem Motorschirm am 9. Juli 2005 fotografiert

Bechtolsheim ist eine Ortsgemeinde am Fuße des Petersbergs im Landkreis Alzey-Worms in Rheinland-Pfalz. Sie gehört der Verbandsgemeinde Alzey-Land an.

## Geographie

### Geographische Lage
Die Gemeinde liegt an der Selz, die sich am Petersberg entlangschlängelt. Die nächsten Städte sind Alzey mit den für den Ort zuständigen Verwaltungen (Landkreis- und Verbandsgemeinde-Verwaltung), und Wörrstadt in jeweils ca. 10 Kilometer Entfernung. Die 30 Kilometer entfernte Landeshauptstadt Mainz ist am schnellsten über die Bundesautobahn 63 zu erreichen.
Als Weinbaugemeinde liegt Bechtolsheim im größten Weinbau betreibenden Landkreis Deutschlands und mitten im Weinanbaugebiet Rheinhessen. Dort gehört es zum Anbaubereich Nierstein mit der Großlage Petersberg.
Die Gemarkungsfläche beträgt 1066 Hektar. Die Siedlungs- und Verkehrsfläche beträgt 11,3 %. Mit einem Anteil von 86,1 % nimmt die landwirtschaftlich genutzte Fläche den größten Teil ein. Die bestockte Rebfläche beträgt hiervon 241 Hektar, auf Weißweinrebsorten entfallen 72,5 % und auf Rotweinrebsorten 27,5 % (Stand: 2010). Die restlichen Flächen teilen sich die Waldflächen mit 1,6 % und die Wasserflächen 1,0 % auf (Stand: 31. Dezember 2012). Bei den Waldflächen handelt es sich hauptsächlich entlang der Selz stehende Bäume.

### Nachbargemeinden
Bechtolsheim grenzt an Biebelnheim (1 km), Gau-Odernheim (1,5 km). Danach folgen Gabsheim und Undenheim. Nach Weinolsheim gibt es eine gemeinsame Gemarkungsgrenze und, abgesehen von Feldwegen, keine direkte Straßenverbindung.

## Geschichte

### Jungsteinzeit

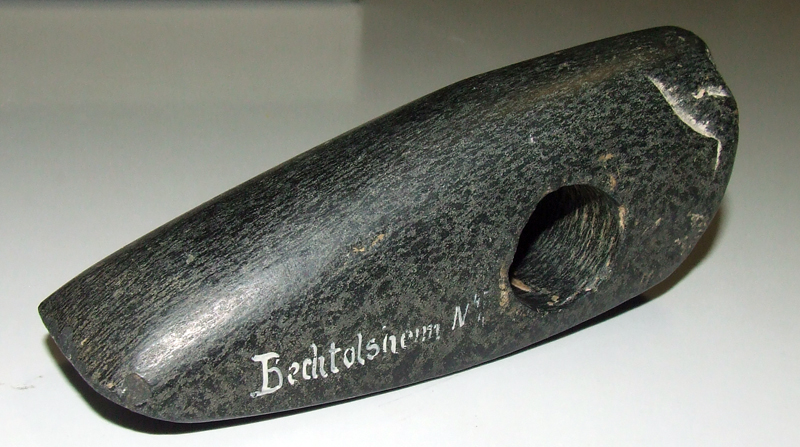
Steinbeil, welches bei Bechtolsheim gefunden wurde. Die Beschriftung wurde vom Museum vorgenommen

Anfang des 20. Jahrhunderts wurde an der Straßenkreuzung von Bechtolsheim nach Biebelnheim und Gabsheim ein Steinbeil aus der Jungsteinzeit gefunden. Am 7. Februar 1962 wurde ein Skelettfund in einem Hockergrab gemacht.

### Römerzeit
Aus der römischen Zeit sind vier Villen nachgewiesen. Münzen aus den Zeiten von Mark Aurel und Konstantins dem Großen mit dem Bildnis des Kaisers Licinius, eine Münze der römischen Kaiserin Faustina und ein Tonlämpchen mit dem Töpferstempel Attus-a sowie eine Wasserleitung, die aus römischer Zeit stammen könnte, wurden gefunden. Demnach ist davon auszugehen, dass zwischen 260 und 400 nach Christus eine erste Siedlung bestanden hat.

### Erste urkundliche Erwähnungen
Die ersten schriftlichen Dokumente über fünf Schenkungen an das Kloster Lorsch sind im Lorscher Codex aufgezeichnet und werden im Staatsarchiv Würzburg aufbewahrt unter Altbestände, Stifte und Klöster, Mainzer Bücher verschiedenen Inhalts.:
- Urkunde 1877 von zweite Hälfte Juli 767, Schenkung des Teubert, unter König Pippin der Jüngere, „um dem Seelenheil des Giselbert zu dienen“: eine Hofreite, drei Morgen Land, eine Mühle, zwei Wiesen und einen Weinberg in der „bertolfesheimer marca“.
- Urkunde 1873 vom 18. Mai 770, Schenkung des Wanther über drei Morgen Land und eine Wiese
- Urkunde 1875 von 770 oder 771, Schenkung des Guduin über eine Hofreite mit Hube und allem, was dazugehört
- Urkunde 1874 von 774 oder 775, Schenkung des Raning über zwei Morgen Land
- Urkunde 1876 von 778 oder 779, Schenkung von Halucho und Reicho über sechs Morgen Land

In dieser Zeit war Bechtolsheim ein fränkischer königlicher Wirtschaftshof.
Die regelmäßige Dorfanlage war im Mittelalter mit Wall und Graben bewehrt.
Der Ortsname änderte sich im Laufe der Zeit von Bertolfesheim, in Bertolvesheim und Bertolfesheim. 793 hieß die Ortschaft Beralfesheim, 798 Beratwolfesheim und 800 Badolfesheim.
Am 25. Dezember 1250 zog König Wilhelm von Holland „mit großer Pracht“ in Bechtolsheim ein und bezog mit seinen Truppen Stellung gegen Konrad IV., dessen Heere bei Oppenheim lagen. Damals gehörte der Ort Werner IV. von Bolanden (* 1192–1196; † 1258), der auf der Seite von Wilhelm stand. Dieser wurde aber vom Staufer Konrad IV. besiegt. Der Bolander konnte der Plünderung seiner Dörfer nur dadurch entgehen, dass er Bechtolsheim und Mommenheim an die Seitenlinie von Hohenfels abtrat, seit 1270 unter Philipp III. von Hohenfels.

### Bechtolsheimer Freiheitsbrief und die ganerbschaftliche Zeit

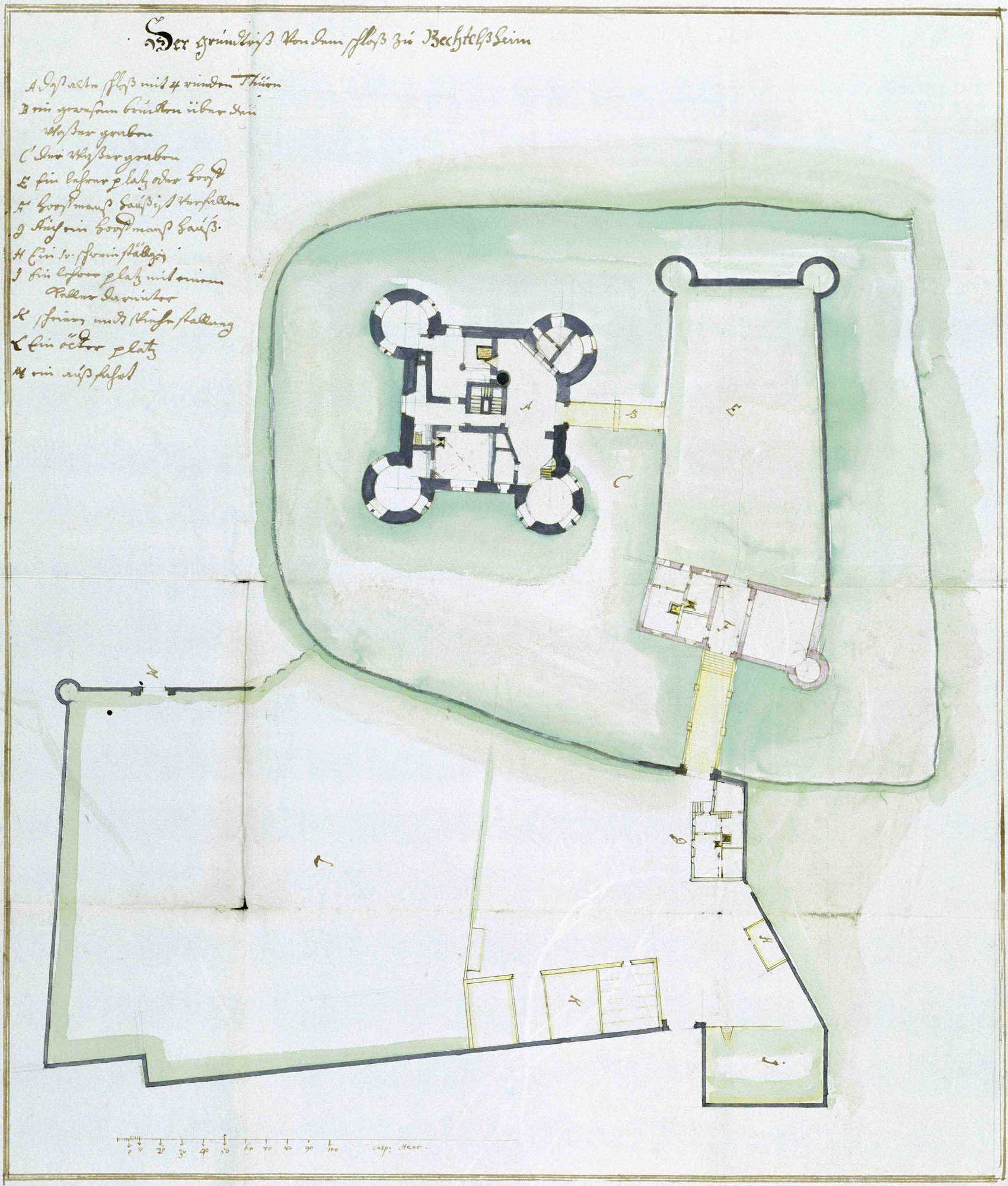
Plan des ehemaligen Wasserschlosses

Die Herren von Bolanden traten ihren Wirtschaftshof ihrer Seitenlinie Hohenfels ab. Eine weitere Erwähnung von Bechtolsheim findet sich im Bechtolsheimer Freiheitsbrief von Philipp von Hohenfels dem Älteren in der Gründungsurkunde der Ganerbschaft vom 15. November 1270.
Zu der Ganerbschaft gehörten durch die Jahrhunderte 17 reichsritterschaftliche Familien, die am Ende des Alten Reichs in der Regel den Freiherren-Titel führten, darunter :
- Beckers zu Westerstetten (Grafentitel im 18. Jahrhundert)
- von Dalberg
- von Dienheim
- von Hallberg (ein Familienzweig führte ab 1790 den Grafentitel)
- Knebel von Katzenelnbogen
- von Mauchenheim genannt Bechtolsheim[Anm. 1]
- Nordeck zu Nordeck (Nordeck zu St. Goar)[13]
- von Partenheim
- Quernheim
- Sturmfeder von Oppenweiler
- von Wallbrunn
- von Weyers

Zur Erbauung der ersten Muttergotteskirche gaben die Päpste Nikolaus IV. im Jahr 1292, Bonifatius VIII. im Jahr 1300 und Benedikt XII. im Jahr 1341 Ablassbullen heraus, die sich noch im Kirchenarchiv befinden und beweisen, dass man ein halbes Jahrhundert daran gebaut hatte. Sie erhielt den Namen der großen Muttergotteskirche, Ecclesia Major, B. M. V. Sie hatte mehrere gestiftete Altäre, wozu die Edelleute das Präsentationsrecht ausübten. Die einheimischen und umliegenden Adeligen wählten sie zu ihren Grabstätten.
Im Zuge der Reunionspolitik beanspruchte König Ludwig XIV. von Frankreich in den Jahren ab 1680 die Oberherrschaft über Bechtolsheim zusammen mit weiten Teilen Rheinhessens und der linksrheinischen Kurpfalz. Der französische König und seine Reunionskammern begründeten die Annexionen damit, dass die Orte in der Vergangenheit mit Gebieten verbunden gewesen wären, die im Westfälischen Frieden und dem Frieden von Nimwegen an Frankreich gefallen waren. Nach dem Pfälzischen Erbfolgekrieg musste Frankreich 1697 im Frieden von Rijswijk Bechtolsheim und alle anderen Reunionen außerhalb des Elsass an das Heilige Römische Reich zurückgeben.

### Französische Republik bis Deutsches Reich
Zwischen 1798 und 1814 gehörte Bechtolsheim im Canton de Wœrstadt dem Département du Mont-Tonnerre an. Danach unterstand der Ort kurzzeitig der K.K. Österreichischen und Königlich Bayerischen Civil Administration Kreuznach. Aufgrund der 1815 auf dem Wiener Kongress getroffenen Vereinbarungen und einem 1816 zwischen Hessen-Darmstadt, Österreich und Preußen geschlossenen Staatsvertrag kam die Region und damit auch der Ort Bechtolsheim zum Großherzogtum Hessen (Hessen-Darmstadt) und wurde von diesem seiner neugeschaffenen Provinz Rheinhessen zugeordnet. Der Müller Christian Nicolaus Kopf hatte als einziger im Ort im Jahr 1834 das Recht Wahlmänner für die Zweite Kammer des Großherzoglich Hessischen Landtages zu wählen (→ Landstände des Großherzogtums Hessen). Denn Voraussetzung war die Zahlung von mindestens 25 Gulden Steuern im Jahr (→ Zensuswahlrecht). Nach der Auflösung der rheinhessischen Kantone kam der Ort 1835 zum neu errichteten Kreis Alzey. Von 1852 bis 1938 gehörte Bechtolsheim zum Kreis Oppenheim. Am 28. September 1896 wurde der Bahnhof an der Bahnstrecke Alzey–Bodenheim eröffnet. In der Nacht zum 1. August 1904 brannte der ortseigene Glockenturm, welcher sich neben der Simultankirche befindet, durch Blitzschlag ab. Die ständige Wasserversorgung per Wasserleitung wurde 1906, mit den Nachbargemeinden gegründeten Wasserzweckverband Rhein-Selz-Gebiet, sichergestellt. 1912 erfolgte die Elektrifizierung des Ortes. Die Novemberrevolution von 1918/19 führte in der Endphase des Ersten Weltkrieges zum Sturz der Monarchie im Deutschen Reich und zu dessen Umwandlung in eine Republik. Mit dem Ende der Monarchie 1918 wurde auch aus dem Großherzogtum Hessen (Hessen-Darmstadt) der Volksstaat Hessen. Darmstadt blieb dabei Landeshauptstadt. Nun folgten die politisch unruhigen Zeiten der Weimarer Republik. 1937 wurde die Provinz Rheinhessen – wie alle hessen-darmstädtischen Provinzen – aufgehoben. 1938 wurde der Kreis Oppenheim aufgelöst und der Ort gehörte bis zur Gebietsreform 1969 zum Landkreis Alzey. Am 20. März 1945 gegen 16 Uhr besetzten amerikanische Truppen Bechtolsheim.

### Rheinland-Pfalz und Bundesrepublik Deutschland
Als Teil der französischen Besatzungszone gehörte Bechtolsheim von 1946 an zum Landkreis Alzey im Regierungsbezirk Rheinhessen im damals neu gebildeten Land Rheinland-Pfalz. Durch die Gebietsreform wurde 1969 der Landkreis Alzey aufgelöst und Bechtolsheim gelangte mit dem größten Teil des Altkreises Alzey an den neuen Landkreis Alzey-Worms. Mit Schaffung der Verbandsgemeinden in Rheinland-Pfalz gab Bechtolsheim einen Teil der Verwaltung an die am 22. April 1972 eingerichtete Verbandsgemeinde Alzey-Land ab.
Nach 1995 wurde mit dem Bau der Kanalisation begonnen, 1998 waren 5,4 km Kanalnetz vorhanden und der Anschlussgrad der Bevölkerung an biologische Kläranlagen betrug 41,6 %. 2001 gab es 6,8 km und der Anschlussgrad betrug 93,7 %. 9,0 km ein Anschlussgrad von 99,6 % wurden 2004 erreicht. Danach wurde das Kanalnetz auf 10,3 km in 2007 und bis 2010 auf 13,6 km vergrößert.
Bei einem regionalen „Gemeindecheck“ der Allgemeinen Zeitung (Rhein Main Presse) im Januar 2011 kam Bechtolsheim unter den 24 getesteten Gemeinden auf den fünften Platz.

### Religionen, Konfessionen
Die Simultankirche wird von den beiden christlichen Konfessionen gleichberechtigt benutzt. Die katholische Gemeinde gehört zum Katholischen Dekanat Alzey/Gau-Bickelheim des Bistums Mainz und die evangelische zur Landeskirche Hessen-Nassau. Das evangelische Pfarramt in Bechtolsheim betreut zusätzlich noch die Kirchengemeinden in Biebelnheim, Ensheim und Spiesheim. Die katholische Pfarrgemeinde gehört zusammen mit Biebelnheim zum Pfarramt Gau-Odernheim.
Zwischen dem 18. Jahrhundert bis Mitte der 1930er Jahre bestand eine kleine jüdische Gemeinde. Als Einrichtungen hatte die jüdische Gemeinde eine Synagoge, die vermutlich 1845 in einem bestehenden Gebäude eingerichtet wurde und bis 1900/1910 als religiöses Zentrum der jüdischen Gemeinde genutzt wurde. Auf Grund der stark zurückgegangenen Zahl der jüdischen Einwohner wurde die Synagoge geschlossen und das baufällige Gebäude 1925 abgerissen. Darüber hinaus gab es eine Religionsschule und ein rituelles Bad. Die Toten wurden auf dem jüdischen Friedhof auf Gau-Odernheimer Gemarkung an einer Anhöhe zum Petersberg beigesetzt.
- 1804 39 jüdische Einwohner
- 1808 12 jüdische Haushalte
- 1824 66 jüdische Einwohner
- 1830 66 jüdische Einwohner
- 1855 80 jüdische Einwohner
- 1861 46 jüdische Einwohner
- 1900 19 jüdische Einwohner
- 1905 19–20 jüdische Einwohner (1,8 % von insgesamt 1134 Einwohnern)
- 1924 16 jüdische Einwohner
- 1933 10 jüdische Einwohner

Nach 1933 sind fast alle der jüdischen Einwohner auf Grund der zunehmenden Entrechtung und der Repressalien weggezogen beziehungsweise ausgewandert. Von zwei jüdischen Frauen ist bekannt, dass diese 1942/1943 ins KZ Ravensbrück und ins KZ Auschwitz-Birkenau deportiert und dort umgebracht wurden. Auf Initiative des Heimatvereins Bechtolsheim wurde 2006 vorgeschlagen, für mindestens eine der Frauen einen Stolperstein des Künstlers Gunter Demnig setzen zu lassen. Am 5. Juni 2007 erfolgte die Verlegung des Stolpersteines für Bertha Lieber, geb. Stein, vor der letzten Wohnstätte in der Langgasse.

### Konfessionsstatistik
| Stand      | evangelisch | römisch-katholisch | sonstige Glaubensgemeinschaften oder konfessionslos |
| ---------- | ----------- | ------------------ | --------------------------------------------------- |
| 2008-12-31 | 53 %        | 26 %               | 21 %                                                |
| 2024-11-30 | 42,4 %      | 18,6 %             | 39 %                                                |

### Einwohnerentwicklung
Die Zahl der Einwohner mit Hauptwohnsitz in Bechtolsheim, jeweils zum Jahresende (31. Dezember), wenn nichts anderes angegeben ist:
| Jahr | Einwohner |
| ---- | --------- |
| 1800 | 821       |
| 1815 | 879       |
| 1834 | 1.295     |
| 1835 | 1.383     |
| 1852 | 13.24     |
| 1861 | 1.226     |
| 1871 | 1.174     |
| 1890 | 1.055     |
| 1901 | 1.075     |
| 1905 | 1.134     |
| 1939 | 1.185     |
| 1950 | 1.432     |
| 1961 | 1.385     |

| Jahr          | Einwohner                        |
| ------------- | -------------------------------- |
| 1970          | 1.407                            |
| 1972          | 1.426                            |
| 1980          | 1.380                            |
| 30. Juni 1984 | 1.441 (Haupt- und Zweitwohnsitz) |
| 1987          | 1.394                            |
| 1991          | 1.396                            |
| 30. Juni 2005 | 1.480                            |
| 2005          | 1.462                            |
| 2006          | 1.501                            |
| 2007          | 1.543                            |
| 30. Juni 2008 | 1.551                            |
| 2010          | 1.564                            |
| 2012          | 1.633                            |

| Jahr | Einwohner |
| ---- | --------- |
| 2021 | 1.789     |
| 2022 | 1789      |

## Politik

### Gemeinderat
Der Gemeinderat bestand seit der ersten Wahl vom 15. September 1946 immer aus 15 Ratsmitgliedern. Seit 1989 erhöhte sich die Zahl der Mitglieder um eins. Hinzu kommt jeweils der ehrenamtliche Ortsbürgermeister als Vorsitzender.
Sitzverteilung im gewählten Gemeinderat:
| Kommunalwahl vom   | SPD | CDU    | FWG Bechtolsheim | weitere Wählergruppen (falls vorhanden) | Gesamtanzahl der Sitze | Bemerkungen |
| 9. Juni 2024       | 3   | 5      | 5                | 3 (WG Bürgernah)                        | 16                     | |
| 26. Mai 2019       | 4   | 5      | 4                | 3 (WG Bürgernah)                        | 16                     | |
| 25. Mai 2014       | 5   | 3      | 4                | 4 (WG Bürgernah)                        | 16                     | |
| 7. Juni 2009       | 6   | 3      | 7                | –                                       | 16                     | |
| 2004               | 5   | 2      | 9                | –                                       | 16                     | |
| 1999               | ?   | ?      | ?                | ? (Bechtolsheimer Freie Liste)          | 16                     | |
| 12. Juni 1994      | 7   | 2      | 3                | 4 (WG Oelhof)                           | 16                     | |
| 1989               | ?   | ?      | ?                | ? (WG Oehlhof)                          | 16                     | |
| 17. Juni 1984      | 3   | 2 (+1) | 2                | 8 (+1) (WG Oehlhof)                     | 15                     | Die Mandatserhöhung kam durch die Mandatsniederlegung des Bürgermeisters (WG Oehlhof) und des 1. Beigeordneten (CDU) zustande. Der Bürgermeister hat weiterhin Stimmrecht, der Beigeordnete nur dann, wenn er den Bürgermeister vertritt. |
| 1979               | ?   | ?      | ?                | ? (WG Oehlhof)                          | 15                     | |
| 1974               | ?   | ?      | ?                | ? (WG Oehlhof)                          | 15                     | |
| 1969               | 4   | 3      | –                | 8 (WG Oehlhof)                          | 15                     | |
| 1964               | ?   | ?      | ?                | ?                                       | 15                     | |
| 1960               | ?   | ?      | ?                | ?                                       | 15                     | |
| 1956               | ?   | ?      | ?                | ?                                       | 15                     | |
| 1952               | ?   | ?      | ?                | ?                                       | 15                     | |
| 1948               | ?   | ?      | ?                | ?                                       | 15                     | |
| 15. September 1946 | ?   | ?      | ?                | ?                                       | 15                     | |

Anzahl der Mitglieder des Gemeinderates zwischen 1919 und 1946
- 1919–1922: 12 Mitglieder
- 1923–1926: 11 Mitglieder
- 1926–1929: 12 Mitglieder
- 1929–1933: 11 Mitglieder
- 1933–1945: 14 Mitglieder (zwei Mitglieder wurden im Juli 1933 ausgeschlossen und durch andere ersetzt)
- 1945–1946: 9 Mitglieder (als Ortskomitee)

Zwischen 1919 und 1936 kommt jeweils noch ein Ortsbeigeordneter hinzu, ab dann gibt es immer zwei Ortsbeigeordnete.

### Ortsbürgermeister
In der Ganerbschaftlichen Zeit gab es einen so genannten Schultheiß, die Aufzählung ist lückenhaft.
- Nichel Radan und Conrad Stantharte, um 1300
- Johann von Bechtolsheim und sein Bruder Wilderich, um 1350 (beide scultetus)
- Thomas Kempe, 1487
- Thomas Cemppe, 1488
- Groll, 1593 und 1595
- Wilhelm Ungeradt, 1610
- Joh. Schumann, 1628
- Philipp Nau, 1699
- Johann Fischer, 1705
- ? Schmidt, 18. Jahrhundert
- ? Theis, 18. Jahrhundert

Ab 1798 gehörte Bechtolsheim zur Ersten Französischen Republik und damit zum Canton de Wœrstadt im Arrondissement communal de Mayence, im Département du Mont-Tonnerre. Zwischen 1798 und 1814 gab es daher den Maire. Nach Übergang in das Großherzogtum Hessen wurde an dem bisherigen Bürgermeister festgehalten.
1. Jean Böhm (1798–1812), auch für Biebelnheim zuständig
2. Pierre/Peter Baum (1812–1822), auch für Biebelnheim zuständig
3. ? Schuckmann (1822–1831), ab hier nur noch für Bechtolsheim zuständig
4. Baltasar Oehlhof (1831–1843)
5. Johann Best (1843–1849)
6. Baltasar Oehlhof (1849–1853)
7. Michael Köhler (1853–1874)
8. Peter Wirth (1874–1902)
9. Friedrich Schuckmann (1902–1933)
10. Johann Eger (1933–1934)
11. Heinrich Diel (1934–1945)
12. Johann Menges (1945–1951)
13. Theo Bretz (1951–1952)
14. Franz Mann (1952–1956)
15. Adam Schneider (1956–1960)
16. Erich Oehlhof (1960–1994) (Freie Wählergruppe Oehlhof)
17. Harald Kemptner (1994–2019) (SPD)
18. Dieter Mann (seit 2019) (CDU)

Bei der Stichwahl am 16. Juni 2019 konnte sich Dieter Mann (CDU) mit einem Stimmenanteil von 55,02 % gegen den bisherigen Amtsinhaber Harald Kemptner (SPD) durchsetzen. Bei der Direktwahl am 9. Juni 2024 wurde er mit einem Stimmenanteil von 53,2 % gegen einen Kandidaten der FWG für weitere fünf Jahre in seinem Amt bestätigt.

### Wappen

#### Vorläufiges Wappen bis 1984
| Altes Wappen bis 1984 | Blasonierung: „Gespalten von Silber und Schwarz, belegt mit einem roten Balken.“ |
| Altes Wappen bis 1984 | Wappenbegründung: Der Schild wird überliefert durch das Dorfgerichtssiegel von 1590, zwei Wappenreliefs am Rathaus und ein handgezeichnetes „amtliches“ Wappenblatt, das zwischen 1790 und 1797 entstand. Silber und Schwarz sind zugleich die Farben im Wappen der „Ganerbschaft Bechtolsheim“ (Ritterkanton Oberrhein), ab 1270 der Freiherrn von Dalberg, die die Kirche erbauten, der Freiherren von Sickingen und der Grafen von Katzenelnbogen und sie lassen somit die engen Beziehungen der Gemeinde zu dieser Ganerbenschaft klar erkennen. Der rote Balken vermag u. a. die Verbundenheit zur Ganerbschaft, darüber hinaus aber auch die Zusammengehörigkeit aller Ortseinwohner sinnfällig und eindringlich auszudrücken. |

Dieses Wappen war zwar nicht genehmigt, man bediente sich aber in den vorangegangenen Jahrzehnten doch stets eines Ortszeichens wechselnder Gestalt. Ein Wappen wird 1905 von Karl Johann Brilmayer veröffentlicht. Dieser vermerkt hierbei: Das Dorf führte zwei Wappen, das der Rheinischen Ritterschaft und sein eigenes. Das eigene setzt sich zusammen aus zwei Teilen: rechts befand sich das von Dalberg’sche und links das von Knebel’sche Wappen. Das Wappen der Rheinischen Ritterschaft mit Adler, Drachentöter, Burg und mit einem Schrägbalken belegtem Löwen in viergeteilten Schild, war nie Wappen der Gemeinde Bechtolsheim. Das zweite Wappen enthält in vereinfachter Form rechts die Lilien aus dem Wappen der Freiherren von Dalberg oder Kämmerer von Worms, links Ring und Schildchen aus dem Wappen der Freiherren Knebel von Katzenelnbogen. Beide Familien gehörten zur Ganerbschaft von Bechtolsheim und waren neben den Freiherren von Mauchenheim deren bedeutendste Vertreter.

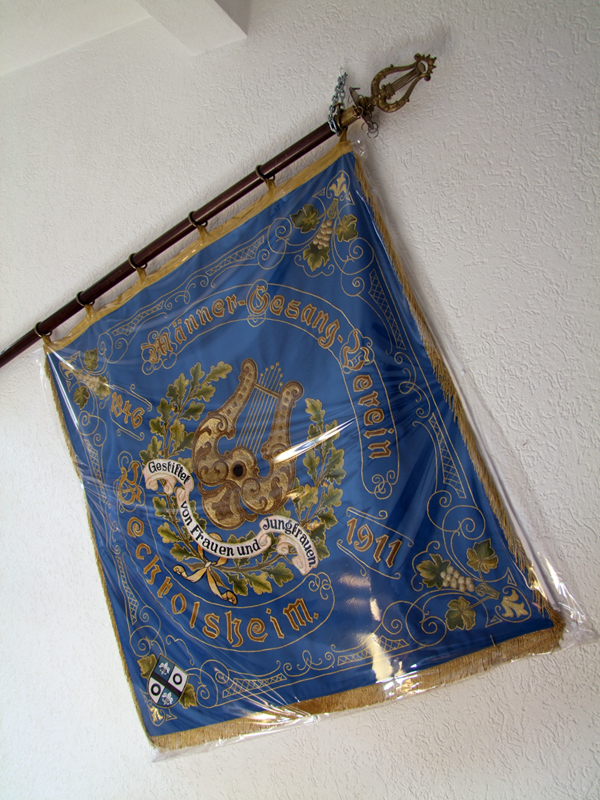
Fahne zum Jubiläum des MGV von 1911. In der unteren Ecke ist das Wappen zu erkennen.

Der gespaltene Schild mit dem Dalbergischen Lilien und den Insignien der Knebel von Katzenelnbogen, wurde in Bechtolsheim allgemein als Ortswappen angesehen und erscheint 1911 auf dem zum 65-jährigen Jubiläum des Männergesangsvereins gestifteten Fahne.

#### Genehmigtes Wappen ab 1984
Am 31. Januar 1984 wurde der Gemeinde folgendes Wappen verliehen:
| Neues Wappen ab 1984 | Blasonierung: „Von Blau, darin je eine silberne Lilie, und Silber, darin je ein schwarzer Ring, geviert, belegt mit einem schwarzen Balken.“ |
| Neues Wappen ab 1984 | |

## Kultur und Sehenswürdigkeiten

### Theater
- Theater- und Carnevalverein Bechtolsheim e. V., seit 1892
- Männerballett „Die Scheinheiligen Mönche“, seit 1999

### Museen
Am 22. September 2012 wurde das „Museum im Glockenturm“ eröffnet.

### Musik
Den Musikzug der Freiwilligen Feuerwehr gibt es seit 1962 und hat, obwohl er inzwischen organisatorisch von der Freiwilligen Feuerwehr getrennt ist, seinen Namen beibehalten. Außer den musikalischen Auftritten bietet er eine musikalische Ausbildung für Kinder und Jugendliche.
Der Männergesangverein wurde 1846 gegründet und war damit der älteste Verein im Ort. Der Frauenchor wurde 1979 gegründet und der Zusammenschluss zu einem gemischten Chor erfolgt 1983. Dieser hat sich 2003 aufgelöst.
Seit Oktober 2011 bietet Das KulturGut von Elke Diepenbeck und Roland Kalus eine Bühne für Kleinkunst und Musik sowie eine Musikschule an.

### Bauwerke
Im Nachrichtlichen Verzeichnis der Kulturdenkmäler Rheinland-Pfalz für den Landkreis Alzey-Worms der Generaldirektion Kulturelles Erbe wurden einige Bauwerke und Denkmäler aus Bechtolsheim aufgenommen, eine ausführliche Aufstellung befindet sich in der Liste der Kulturdenkmäler in Bechtolsheim. Hier seien das Rathaus, die Simultankirche und der Glockenturm erwähnt. Im Handbuch der Deutschen Kunstdenkmäler ist die Ortsgemeinde als „kunstgeschichtlich wichtiger Ort“ hervorgehoben, weitere Orte im Landkreis die damit gekennzeichnet sind, sind Armsheim und Bechtheim.
Seit 2023 besteht mit dem Mobilfunkturm Bechtolsheim ein 30 Meter hoher Mobilfunkturm aus Holz.

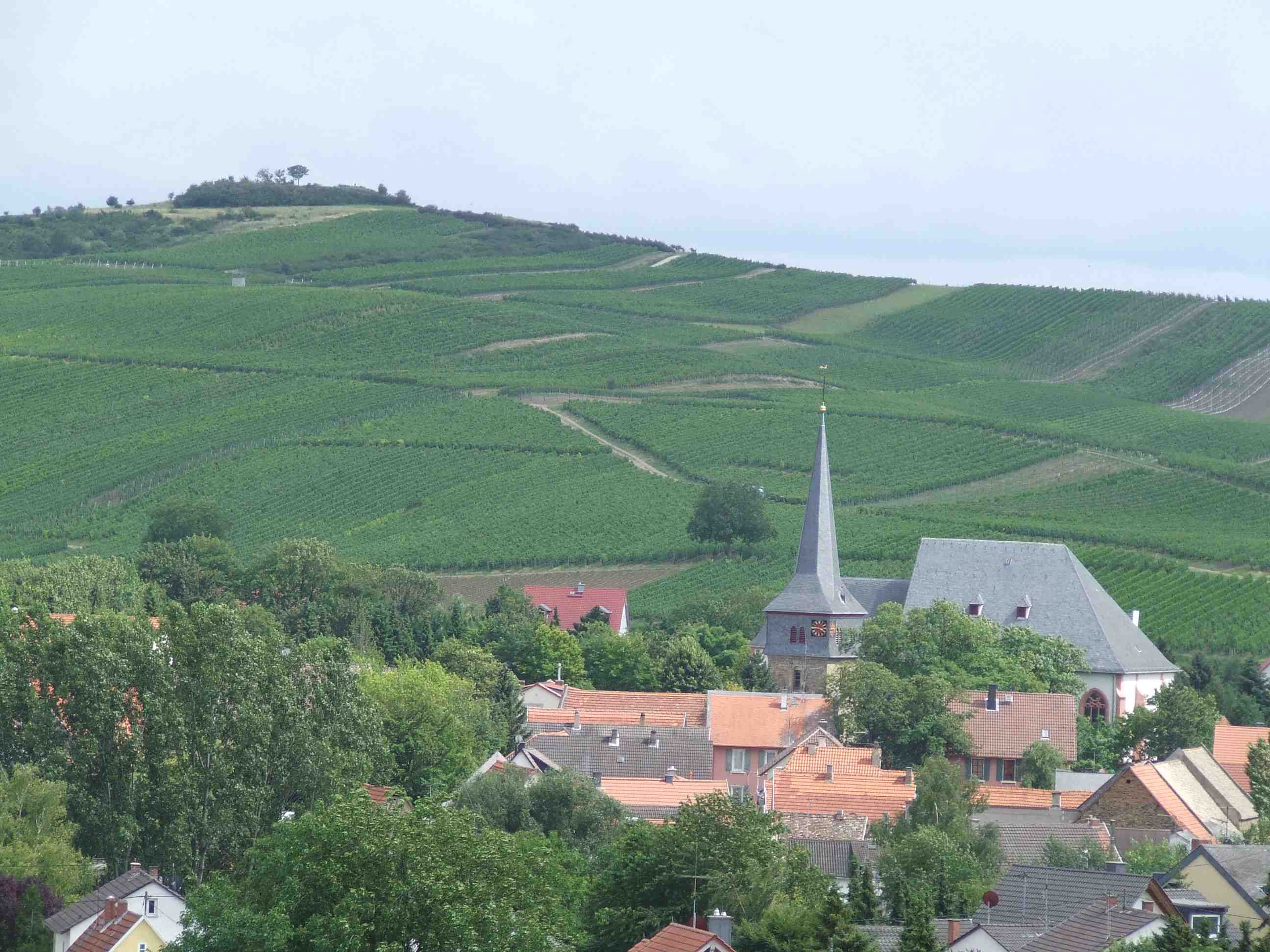
Simultankirche St. Maria und St. Christophorus mit dem Petersberg im Hintergrund
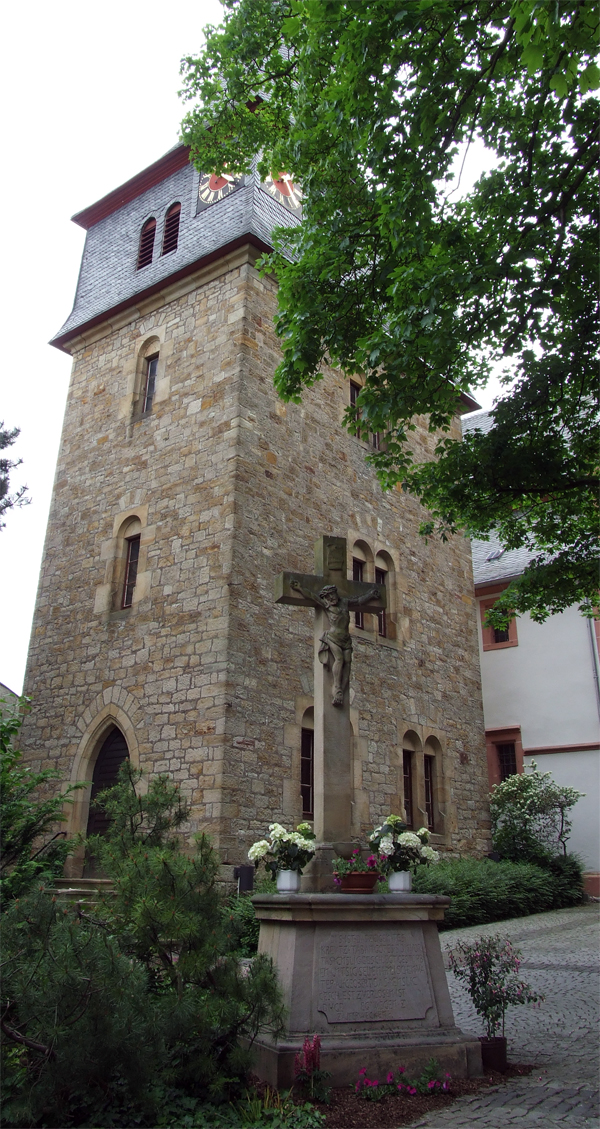
Glockenturm an der Simultankirche und spätbarockes Friedhofskreuz mit Korpus
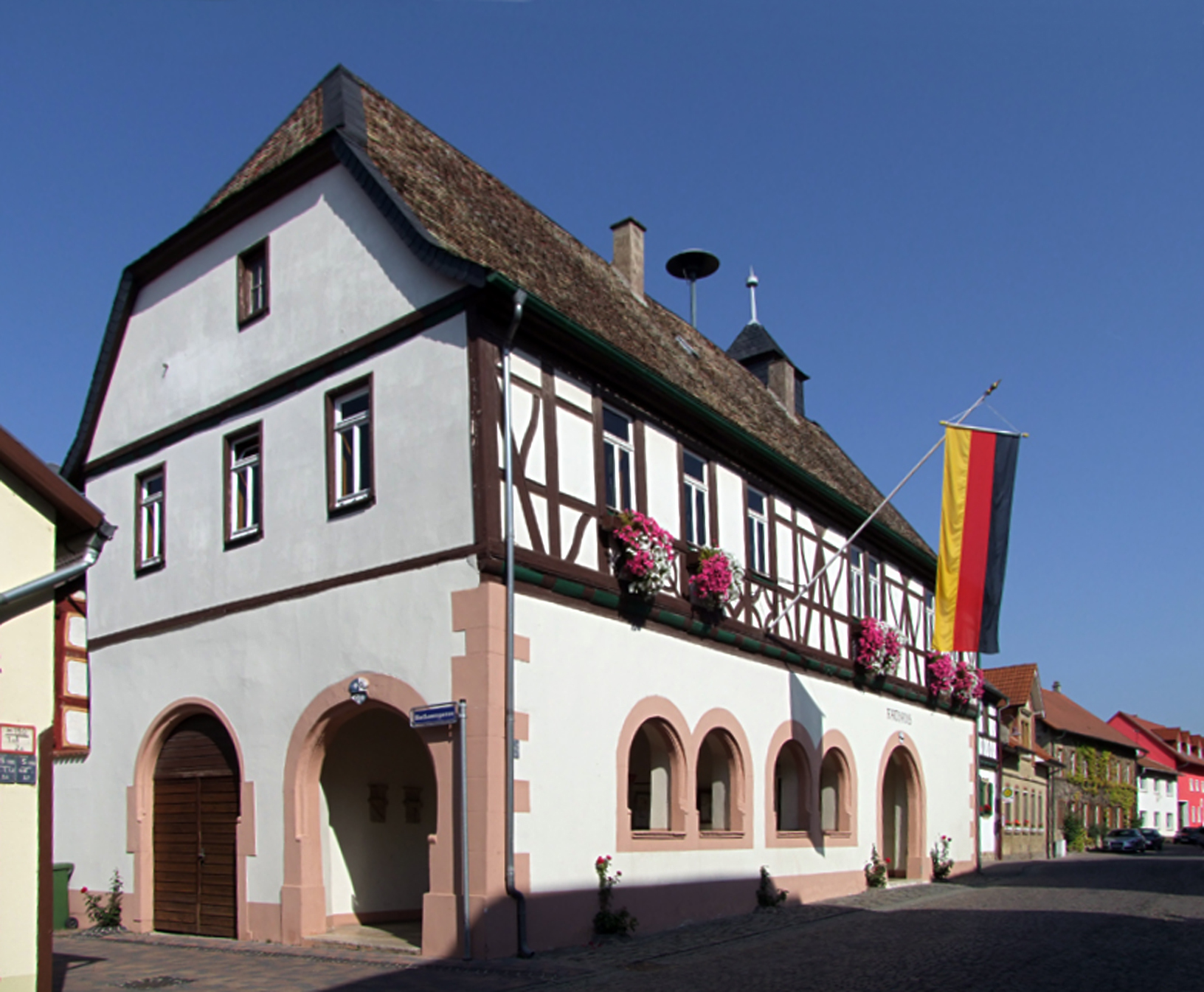
Rathaus

### Sport
- Sportverein Bechtolsheim, gegründet 1882

Die Ortsgemeinde verfügt über ein so genanntes Sportzentrum mit zwei Fußballplätzen (je einen Rasen- und Hartplatz) sowie eine Sporthalle mit Vereinsheim und über zwei Tennisplätze mit Kunstrasen am alten Neubaugebiet des Sportverein Bechtolsheim e. V. (SVB).
- Schützenverein Petersberg Bechtolsheim, seit 1963

Die Schießanlage des Schützenverein Petersberg Bechtolsheim e. V. befindet sich an der Straße von Gau-Odernheim nach Undenheim.
- Freizeit Sport Verein – FSV, 1982

Des Weiteren gibt es im Ort noch den Freizeitsportverein Bechtolsheim, der sich 1982 aus dem SVB herauslöste.
- Motorradclub – MCB, seit 1980

### Naturdenkmäler
In Bechtolsheim gibt es zwei Naturdenkmäler, den „Talgraben“ und den „Baumbestand an der Schule Bechtolsheim“.
Der „Talgraben“ ist ca. 2,9 Hektar groß. Schutzzweck ist die Erhaltung des Gehölzbestandes entlang des Talgrabens zur Sicherstellung der Leistungsfähigkeit des Naturhaushalts und zur Belebung und Gliederung des Landschaftsbildes.
Der „Baumbestand an der Schule Bechtolsheim“ umfasste bei der Unterschutzstellung 1984, vier Winterlinden und eine Stieleiche. Schutzzweck ist die Erhaltung der Bäume als Einzelschöpfungen der Natur, deren besonderer Schutz wegen ihres Alters, wegen ihrer Schönheit und des das Ortsbild von Bechtolsheim prägenden Charakters erforderlich ist. Beide Linden, die sich auf dem Schulhof befanden, wurden bei den Orkanen (Daria, Vivian, Wiebke) im ersten Quartal 1990 so stark beschädigt, dass sie aus Sicherheitsgründen gefällt werden mussten. Dafür wurde eine neue Linde auf dem Schulhof gepflanzt, der andere Platz wurde genutzt um die Schule um ein Klassenzimmer in einem Containergebäude zu erweitern.

### Regelmäßige Veranstaltungen
- Weihnachtsbaumverbrennung an einem Freitag im Januar
- Fastnachtssitzungen des Theater- und Carnevalvereins sowie der Landfrauen
- Fastnachtsumzug an Fastnachtssamstag (alle vier Jahre, unter anderem 2013 mit dem Jubiläumsumzug „11×11 Jahre Theater- und Carnevalverein Bechtolsheim“)
- Ostermarkt (mit Bauern- und Flohmarkt)
- Fronleichnam: Prozession (in geraden Jahren) sowie jährlich das Fußballjedermannturnier
- Weinbergswanderung am Petersberg, am Pfingstmontag (seit 2009)
- Theateraufführungen des Theater- und Carnevalvereins (Freilicht im Sommer, im Saal in der Vorweihnachtszeit)
- jährliche Kerb oder Kerwe (Kirchweih) am letzten Wochenende im August

Seit 1985 findet in Bechtolsheim regelmäßig die Kerb statt. Diese wird von den ortsansässigen jeweils 20-jährigen Kerbeborsch und Kerbemäd (= Kerbejahrgang) organisiert und durchgeführt.
Die Kerbeborsch stellen am Kerbefreitag den Kerbebaum (ähnelt einem Maibaum) mit den Kerbekranz mit den typischen rheinhessischen Gerichten Weck, Worscht un Woi sowie Brezel auf. Danach wird mit dem Ruf Wem geheert die Kerb? mit UNSER geantwortet und mit dem Kerbetanz das Fest eingeleitet. Der Kerbejahrgang stellt die jährliche Kerb immer unter ein bestimmtes Motto.
- Martiniumzug am 11. November oder am Wochenende danach
- Seit 1992 findet am ersten Adventssonntag der „Bechtolsheimer Weihnachtsmarkt“ statt. Bis 2012 fand dieser auf dem Platz vor der Simultankirche statt. Wegen Dachsanierungsarbeiten am Kirchengebäude wurde der Weihnachtsmarkt 2013 auf den „Kerbeplatz“ verlegt und findet seitdem, aufgrund der guten Resonanz und größeren Fläche, dort statt.[54]

### Tourismus
2019 wurde das ortsansässige Weingut Bretz mit dem »best of wine tourism award« in der Kategorie Weintourismus-Service ausgezeichnet, welche von den Great Wine Capitals verliehen wird. Die jeweiligen Orte der Preisträger dürfen daraufhin mit dem Schild der Great Wine Capitals werben, dieses wurde im Sommer 2020 am Ortseingang angebracht.

## Wirtschaft und Infrastruktur

### Betriebe
Die Gemeinde ist hauptsächlich vom Weinbau und der Landwirtschaft geprägt. Die Weinlagen gehören im Weinanbaugebiet Rheinhessen zum Bereich Nierstein in der Großlage Petersberg und sind die Einzellagen Homberg (77 ha), Klosterberg (73 ha), Sonnenberg (99 ha) und Wingertstor (56 ha). Es gibt heute mindestens 13 Weingüter, darunter Weingut Ernst Bretz, welches 2013 die Auszeichnung „Winzer des Jahres 2013“, mit dem Bundesehrenpreis für Wein in Gold erhielt. Daneben gibt es noch Winzergenossenschaft. Anfang des 20. Jahrhunderts betrug die Weinbaufläche ca. 46 Hektar in den Lagen Petersberg, Homberg, Hasenpfad, Fuchsloch und Hyböhl. Rotwein wuchs im Umgänger. Der durchschnittliche Ertrag war ca. 1700 Hektoliter Weißwein (80 % Östreicher, 15 % Riesling, 5 % Kleinberger) und ca. 150 Hektoliter Rotwein. Die Qualität beurteilte man damals als „fest und haltbar“.
Im Ort befand sich bis Mitte der 2010er Jahre  die Backstube eines mittelständischen Bäckereibetriebes der die beiden eigenen Läden in Bechtolsheim und Gau-Odernheim sowie die fahrenden Verkaufsstände belieferte. Der Laden in Bechtolsheim war zugleich ein kleiner Supermarkt, Café sowie Toto-Lotto-Annahmestelle. Durch das Café und die Bäckerei war der Landmarkt die ganze Woche geöffnet.
Weitere Betriebe am Ort sind bzw. waren: Kfz-Werkstätten, eine freie Tankstelle (bis Mitte Februar 2013), ein Landwirtschaftsbedarfshandel mit Dieseltankstelle, eine Schreinerei, ein Obstanbaubetrieb, ein Imker, mehrere Friseurläden, eine Zahnarztpraxis sowie weitere kleinere Dienstleistungsbetriebe.
Bis Anfang der 2000er Jahre hatten die damalige Volksbank Wörrstadt e.G. (heute die Volksbank Alzey e.G.) und die damalige Kreissparkasse Alzey je eine Filiale im Ort. Nach Schließung der beiden Filialen wurden die Geschäftsräume der Sparkasse in einen Selbstbedienungsschalter mit je einem Überweisungsterminal der beiden Banken inkl. Kontoauszugsdrucker und einen Geldautomaten umgewandelt. Dieser Service wurde zum 31. Dezember 2014 eingestellt. In dem Gebäude der Volksbank befinden sich heute Wohnungen. Nur noch die Eingangstür ließ in den Folgejahren auf eine Bank schließen (mindestens bis 2009 bis spätestens Anfang 2014).
Auch die Poststelle, welche bis 1995/1996 bestand, wurde zuerst in eine Postagentur bei zwei Agenturnehmern umgewandelt und einige Jahre später komplett aufgelöst. Die nächste Postagentur befindet sich in Gau-Odernheim.

### Verkehr

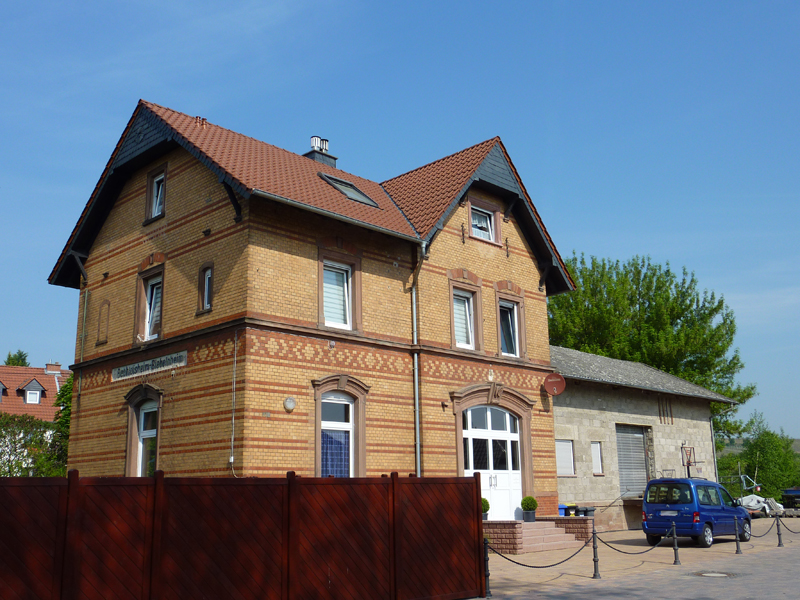
Ehemaliger Bahnhof Bechtolsheim-Biebelnheim

Durch die Gemeinde führte bis Oktober 2010 eine Kreisstraße (K 31), danach wurde diese zur Gemeindestraße herabgestuft und gleichzeitig eine Tempo-30-Zone, die es bisher nur in den alten Neubaugebieten gab, auf fast das komplette Ortsgebiet ausgeweitet, nur noch die Landesstraße (L 436) Undenheimer Straße ist als Durchfahrtsstraße auf Tempo 50 geblieben, siehe auch Liste der Straßen und Plätze in Bechtolsheim.
Die nächste Autobahn ist die ca. 5 km entfernte A 63 über die Anschlussstelle Biebelnheim. Der öffentliche Personennahverkehr wird durch die Anbindung der Buslinien nach Alzey und Mainz von der ORN sichergestellt.
Zwischen 1896 und dem 31. Mai 1985 befand sich im Ort ein Bahnhof der Bahnstrecke von Bodenheim nach Alzey. Anschließend wurde die Strecke nur noch für den Güterverkehr, hauptsächlich zur Rübenkampagne genutzt. 1995 erfolgte die endgültige Stilllegung und es wurde mit dem Rückbau der Gleise begonnen.

### Medien
Eine kleine Gruppe gab zwischen Januar 1985 und Dezember 2014 eine Zeitung die sogenannte Bechtolsheimer Ortsschelle heraus. Die Zeitung erschien monatlich und enthielt hauptsächlich die Protokolle der vergangenen Gemeinderatsitzungen sowie das Vereinsleben, Veranstaltungshinweise und Buchvorstellungen der örtlichen Bücherei. Finanziert wurde die Zeitung durch Werbeanzeigen der ortsansässigen Unternehmen. Die Auflage betrug seit 2008, 350 Exemplare, der Verkaufspreis 1,00 Euro. Aus persönlichen Gründen der Redaktion wurde die Zeitung zum Jahresende 2014 eingestellt.
Seit Anfang 2015 erscheint die Bechtolsheimer Ortsschelle zweimonatlich. Herausgeber ist der Heimatverein Bechtolsheim e. V.
Die Auflage beträgt 900 Exemplare und die Verteilung erfolgt kostenlos an alle Bechtolsheimer Haushalte. Seit diesem Zeitpunkt sind alle ab dem 30. Jahrgang erschienenen Ausgaben auch im Internet abrufbar.
Nur der Wohnbereich um den Bahnhof herum verfügt über Kabelfernsehen, da sich bei der damaligen Abfrage der Bundespost Ende der 1980er bzw. Anfang der 1990er Jahre die Mehrheit gegen eine Verkabelung entschieden haben. Ende der 2010er Jahre kündigte ein regionaler Stromversorger an, die Gemeinde per Glasfaser zu versorgen. Aus diesem Anlass wurde auch ein entsprechendes Denkmal errichtet. Mitte 2023 gab der Anbieter bekannt, sich auf das Kerngeschäft zu konzentrieren und den Ausbau nicht mehr bewerkstelligen will. Die Deutsche Telekom übernahm daraufhin den Ausbau, welcher im Sommer 2024 begann. Bereits im Dezember konnten die ersten Haushalte von Kupferkabel mit DSL auf Glasfaser umsteigen.

### Öffentliche Einrichtungen
- Der evangelische Kindergarten bestand im Oktober 2012 aus drei Gruppen mit insgesamt 65 Kindern. Die Ortsgemeinde und die evangelische Kirchengemeinde kooperieren.[66] Mit den 65 Kindern ist der Kindergarten ausgelastet, bei der Kreisverwaltung wurde eine Bedarfsanerkennung beantragt und eine Gruppe genehmigt, die Entwicklung im Ort tendiert dahin, dass für eine weitere Gruppe ebenfalls noch Bedarf besteht. Im Oktober 2012 stimmte der Gemeinderat für einen Ausbau des Kindergartens. Die Gemeinde ist dabei Bauherr und Bauträger. Das Gebäude soll aufgestockt werden, das neue Obergeschoss hat dabei zirka 305 Quadratmeter und soll über zwei Gruppenräume, ein Mehrzweckraum, Personal-WC, Toiletten- und Wickelraum, ein Büro, Personalraum mit Teeküche (Sozialraum), sowie einen Putz- und Materialraum verfügen. Die Kosten für die komplette Maßnahme belaufen sich, abzüglich der Zuschüsse, auf 594.000 Euro.[67] Die Umbaumaßnahmen haben im März 2014 begonnen, der Kindergarten residiert in der Zwischenzeit im evangelischen Jugendheim hinter dem Pfarrhaus in der Langgasse.
- Freiwillige Feuerwehr Bechtolsheim wurde 1872 gegründet und das aktuelle Feuerwehrhaus besteht seit 1981 und wurde 1996 um einen Aufenthalts-/Schulungsraum erweitert.

### Bildung
- Im Ort befindet sich eine Grundschule, die auch schulpflichtige Kinder aus den Nachbargemeinden Biebelnheim und Gau-Odernheim besuchen.[68] Weiterführende Schulen gibt es in Gau-Odernheim, Alzey und Wörrstadt. Mit einem kompletten Neubau der Grundschule in der Nähe des Sportplatzes wurde 2024 begonnen.
- Die evangelische Kirchengemeinde unterhält in ihrem Gemeindehaus eine Öffentliche Bücherei.

### Vereine
Es gibt 25 verschiedene Vereine und Organisationen in Bechtolsheim. Der größte und erfolgreichste Verein ist mit über 600 Mitgliedern der 1963 gegründete Schützenverein Petersberg. Der älteste Sportverein gründete sich 1882 und bietet ein Spektrum von verschiedenen Sportarten, die größten Abteilungen sind der Fußball, Tennis- und Tischtennis innerhalb des SV Bechtolsheim. Mit dem Freizeitsportverein (FSV Bechtolsheim) gründete sich 1982 ein weiterer Sportverein.
Der älteste bekannte Verein, der Männergesangsverein, wurde 1846 gegründet. Er schloss sich 1983 mit dem erst 1979 gegründeten Frauenchor zusammen und bildete einen gemischten Chor, der sich inzwischen aufgelöst hat. Die Freiwillige Feuerwehr organisierte sich 1872, sie wird von einem Förderverein unterstützt und hat seit 1962 einen Musikzug. Der Theater- und Carnevalsverein Bechtolsheim (TCVB) wurde als Theaterverein Spätheim 1892 gegründet.
Weitere Vereine sind der Landfrauenverein (1977), der Motorradclub (1980), das Männerballett „Die Scheinheiligen Mönche“ (1998) sowie der Heimatverein Bechtolsheim e. V. (1999), dieser ist seit der Einweihung 2012 für das Museum im Glockenturm verantwortlich. Seit 1995 existiert im restaurierten tanzsaal der Verein für Vielfalt und Lebensfreude e. V. Er bietet Workshops, Seminare, v. a. Yoga und andere kassenzertifizierte Entspannungskurse für alle Generationen.

## Persönlichkeiten
Älteste bekannte Familie mit dem Ortsnamen Bechtolsheim:
- Winand Cämmerer genannt von Waldeck (* vor 1334; † 2. März 1365) ⚭ Demudis von Bechtolsheim († 29. Mai 1348),[71] Tochter von Peter von Bechtolsheim (* vor 1290; † nach 1342) und Demud von Lewenstein († nach 1342)[72][73]
  - Peter Cämmerer gen. von Bechtolsheim, Ritter (* 1342–1354; † 13. März 1387) ⚭ Elisabeth von Lindau († 31. Juli 1371)
    - Irmgard Cämmerer von Worms, gen. von Bechtolsheim (* um 1387; † um 1440) ⚭ Dieter II. Landschad von Steinach
    - Elisabeth Cämmerer von Worms, gen. von Bechtolsheim
    - Winand Cämmerer von Worms, gen. von Bechtolsheim
    - Wolf Cämmerer von Worms, gen. von Bechtolsheim
    - Peter II. Cämmerer von Worms, gen. von Bechtolsheim (* um 1370; † 20. März 1397) ⚭ I. Liebmund von Reifenberg, ⚭ II. Ida von Frankenstein.
    - Demudis Cämmerer von Worms, gen. von Bechtolsheim (* um 1395; † 28. Februar 1425) ⚭ Eberhard II. von Hirschhorn[74][75][76]
- Heinrich Mauchenheim, gen. von Bechtolsheim, 1515 Schultheiß in Nierstein, wohnte dort im späteren „Metternichhof“.[77]

### Ehrenbürger
Die Ehrenbürgerwürde wurde in Bechtolsheim erst Mitte der 1990er Jahre zum ersten Mal an den ehemaligen Ortsbürgermeister Erich Oehlhof und den ersten Ortsbeigeordneten A. Spang verliehen. Beide waren zwischen 1956 und 1994 durchgängig im Gemeinderat.

### Söhne und Töchter der Gemeinde
- Friedrich Held (* 20. Dezember 1818; † 1885), Zeitungsverleger des The Buffalo Democrat in Buffalo[79][80]
- Egon Ehlenberger (* 1938; † 2010), Unternehmensgründer von Ehlego (Hühnerei)
- Anke Bretz, Rheinhessische Weinkönigin 1990/1991

### Personen die vor Ort gewirkt haben
- Wilhelm Hoffmann (Volkskundler) (1865 bis 1942), rheinhessischer Volkskundler, Pfarrer in Bechtolsheim von 1916 bis 1934
- Karl Oberle (1874 bis 1942), Dekan in Bechtolsheim

## Partnergemeinde
Seit 2018 besteht mit der französischen Gemeinde Patrimonio auf Korsika eine Partnerschaft. Am 11. November 2018, dem 100. Jahrestag des Endes des Ersten Weltkrieges gab es in Patrimonio einen Festakt dazu.

## Anmerkung
1. ↑  Um 1407 erschien erstmals ein Wilhelmum de Mauchenheim d[ictum] Bechtolsheim, also ein Wilhelm von Mauchenheim genannt Bechtolsheim.